# Gioconda nuda
La Gioconda nuda, anche noto come Monna Vanna, è un disegno in carboncino su carta a doppia incollatura conservato al museo Condé di Chantilly. Il disegno raffigura una donna a torso nudo che si ispira alla Gioconda di Leonardo da Vinci. Ne esistono una ventina di versioni pittoriche risalenti al sedicesimo secolo, inclusa quella di Salaì, un allievo di Leonardo.

## Storia
L'attribuzione del disegno alla bottega di Leonardo da Vinci trae origine dalla testimonianza di Antonio de Beatis, il segretario del cardinale Luigi d'Aragona. Secondo la sua testimonianza, il pittore, durante una visita al castello di Clos Lucé il 10 ottobre 1517, presentò al prelato napoletano un dipinto raffigurante "una certa dama fiorentina fatta al naturale e per volere del compianto del magnifico Giuliano de' Medici". Quest'opera risalirebbe dunque agli anni 1513-1516, quando Leonardo lavorava al servizio di Giuliano a Roma. Il disegno sarebbe quindi ispirato a questo quadro oggi scomparso. Qualche tempo dopo, lo stesso quadro potrebbe aver ispirato La Fornarina di Raffaello. Quest'ipotesi può essere messa in discussione perché il dipinto citato da Antonio de Beatis potrebbe essere piuttosto la Gioconda originale.

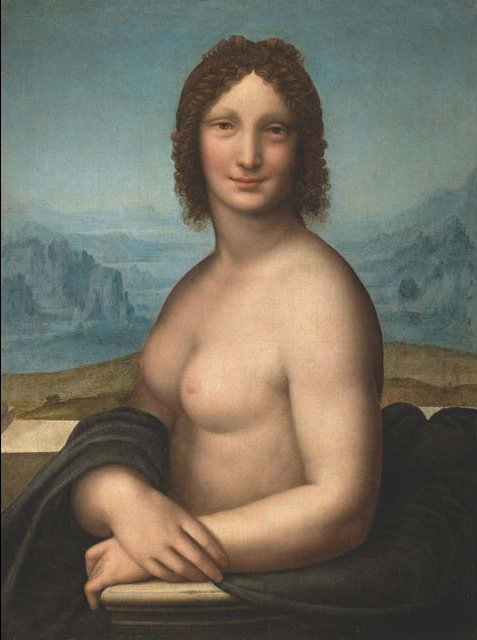
La copia attribuita al Salaì, detta Monna Vanna.

La seconda fonte più attendibile per l'attribuzione del disegno alla bottega di Leonardo proviene dal suo allievo Gian Giacomo Caprotti, il Salaì: nell'inventario dopo la sua morte, datato al 21 aprile 1525, è menzionata la rappresentazione di una Gioconda mezza nuda. La somma stimata di questo quadro è talmente importante che un tempo si pensava che l'opera fosse un originale leonardesco. Tuttavia, le opere del maestro possedute dal suo allievo probabilmente erano già state acquistate dal re Francesco I di Francia nel 1518, quando il ducato di Milano era sotto il controllo francese. Inoltre, non ci è noto nessun catalogo preciso delle opere acquistate dal re e nessun inventario reale fa menzione di una Gioconda nuda. 

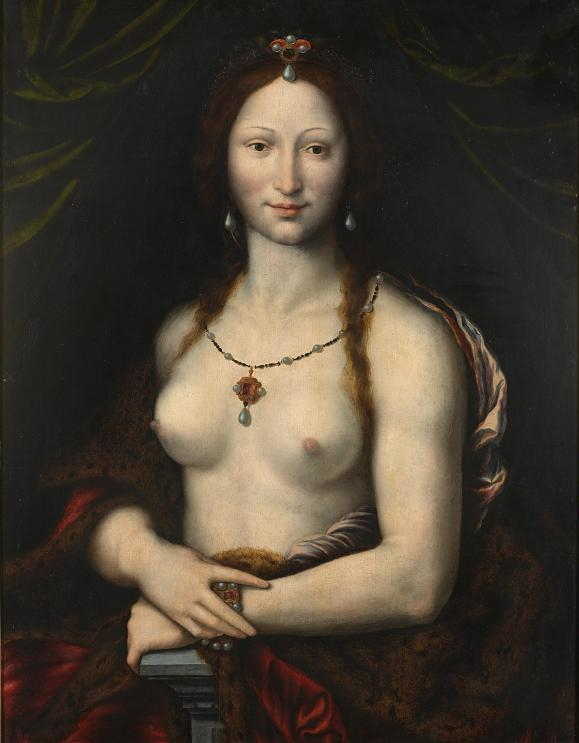
La copia di Joos van Cleve.

Si pensa che al suo posto fossero presenti delle opere ispirate, come il ritratto realizzato da Joos van Cleve o la Dama al bagno di François Clouet. Questo gran numero di copie dell'epoca, che dimostrano il successo del tema artistico, potrebbero derivare da un originale leonardesco del quale il disegno è una copia.
Nel 1862, l'opera venne acquistata da Enrico d'Orléans, duca d'Aumale, per la somma di 7000 franchi (già alta per l'epoca) dal signor Thibaud, che l'aveva acquistata a Roma una quindicina di anni prima. Il duca pensò di aver acquistato un disegno originale di Leonardo da Vinci, in quanto lo vide come il disegno preparatorio di un quadro oggi conservato al museo dell'Ermitage, anche questa allora considerata un'opera del maestro. Il disegno venne lasciato in eredità all'istituto di Francia, che nel 1897 aprì il museo Condé all'interno del castello di Chantilly. Dalla fine del diciannovesimo secolo, gli storici dell'arte ritengono che il disegno non sia della mano di Leonardo ma che sia una copia.

### Studi
Per svelare l'enigma dell'attribuzione, il disegno venne analizzato dal settembre del 2017 al 2019 al Centro di Ricerca e Restauro dei Musei di Francia, dove venne sottoposto a delle analisi complete di riflettografia ad infrarossi, luce radente, radiografia e fluorescenza X. Dalla datazione del carbonio-14 risulta che il disegno è stato realizzato tra il 1485 e il 1638. Secondo i risultati di alcuni esperti del Louvre, Leonardo stesso potrebbe aver messo mano al disegno.

## Descrizione
L'opera raffigura una donna nuda, con probabili tratti androgini e dai capelli raccolti, che guarda frontalmente lo spettatore mentre sorride. Il disegno presenta molte somiglianze con la Monna Lisa, come i tratti del viso, la posa di tre quarti e le braccia incrociate. Le dimensioni sono pressappoco quelle della tavola originale. Sono presenti dei pentimenti nell'indice e nel medio della mano destra e la tecnica dello sfumato leonardesco. Sono anche presenti delle tracce di cucitura utilizzate per il trasferimento di un disegno. In effetti, è copiato il braccio destro sotto il drappo che non è visibile nell'opera definitiva. La qualità del disegno è però ridotta a causa di alcuni danni, come l'umidità e le tracce di usura e gli interventi successivi che hanno reso il fondo grigiastro. I tratti sono più idealizzati di quelli della Monna Lisa.

## Repliche e copie

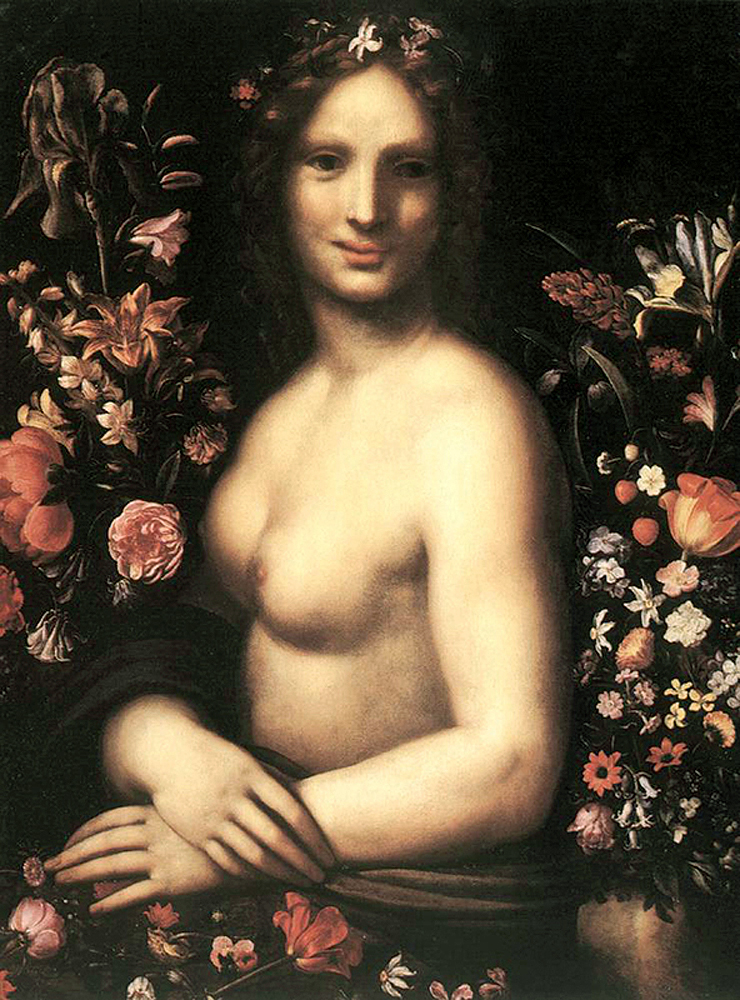
La Flora di Carlo Antonio Procaccini.

Esistono una ventina di versioni dell'opera, tutte risalenti al sedicesimo secolo. Queste copie possono dividersi in due categorie: nelle opere del primo gruppo il soggetto viene rappresentato con il busto a tre quarti, mentre in quelle del secondo il busto è più frontale. Quest'ultima categoria è quella più diffusa nelle copie francesi e nordiche. Tra le copie più celebri si cita la versione di Carlo Antonio Procaccini, intitolata Flora e raffigurante la donna in mezzo a due vasi pieni di fiori.